# Теракт на перекрёстке Тапуах (2013)
Теракт на перекрёстке Тапуах в Самарии, на Западном берегу реки Иордан, в ходе которого был убит гражданин Израиля Эвиатар Боровски, произошёл 30 апреля 2013 года. Убийство совершил палестинский араб Салам Асад Загл, ранее отбывший трёхлетний срок в израильской тюрьме за нападения с метанием камней и коктейлей Молотова.

## Жертва
Жертва теракта, Эвиатар Боровски по прозвищу Напо, был 32-летним уроженцем мошава Кфар-Хасидим на севере Израиля и отцом пятерых детей. В последние годы своей жизни он проживал в израильском поселении Ицхар. Он был популярным актёром, работал с детьми, практиковал терапевтическую психодраму и одновременно проходил обучение больничной клоунаде для работы с больными детьми. В момент убийства он ехал на очередную репетицию.

## Нападение
Террорист Салам Асад Загл напал сзади на Эвиатара, ожидавшего подвозки на перекрёстке Тапуах, и несколько раз ударил его ножом в грудь. Завладев после этого пистолетом жертвы, он произвёл из него, пытаясь скрыться, несколько выстрелов в сотрудников пограничной полиции МАГАВ. Полицейские ранили его ответным огнём и задержали. Прибывшая скорая помощь не смогла спасти Эвиатара; убийца был доставлен в больницу Петах-Тиквы, где ему была оказана медицинская помощь.

## Убийца
Салам Асад Загл, будучи боевиком ФАТХ, ранее отбывал трёхлетний срок в израильской тюрьме за нападения с метанием камней и коктейлей Молотова; он был освобождён менее чем за два месяца до описываемых событий. В момент убийства его брат, Абдулфаттах Загл, находился в тюрьме Палестинской национальной администрации (ПНА) по обвинению в шпионаже в пользу Израиля. Высказывались предположения, что путём убийства израильтянина Салам попытался восстановить «честь семьи».

## Реакции

### Семья убитого
По словам отца убитого, «Эвиатар был праведным, богобоязненным человеком, любившим жизнь. Он любил смешить людей и был очень забавным. Он учился на клоуна-терапевта и видел своё призвание в том, чтобы его пациенты улыбались и смеялись. Ему было всё равно, евреи они или арабы <…> мой праведный сын был убит просто за то, что был евреем, и теперь пятеро детей остались без отца».

### Семья убийцы
Отец убийцы выразил гордость его действиями, заявив: «Как семья, мы им гордимся. То, что он сделал — долг всех палестинцев, живущих с агрессией армии и поселенцев».

### Палестинские организации
Палестинская партия ФАТХ, лидирующая в ООП и ПНА, назвала убийцу «героем», а нападение — «успехом» и «естественным ответом на агрессию оккупации и её постоянные атаки на всё палестинское». Ответственность за теракт взяли на себя Бригады мучеников аль-Аксы (боевое крыло ФАТХ).

### Израиль
Похороны Эвиатара Боровски в Кфар-Хасидим посетили тысячи израильтян. Председатель Совета Иудеи и Самарии Ави Роэ заявил, что теракт стал «прямым результатом растущего подстрекательства Палестинской администрации [против евреев] и нашей терпимости к нападениям с метанием камней». Министр строительства Израиля Ури Ариэль (партия Еврейский дом) заявил на похоронах: «Народ Израиля должен продолжать возвращать все части Земли Израильской».

## Последующие события

### Освобождение брата террориста
Брат террориста, Абдулфаттах Загл, незадолго до этого приговорённый палестинскими властями к 10-летнему заключению по обвинению в шпионаже на Израиль, был вскоре освобождён под залог, по заявлению палестинских властей, «из милосердия к обнищавшей семье», проведя в тюрьме всего один год из назначенных десяти.

### Акции возмездия со стороны поселенцев
Соседи убитого по поселению Ицхар и другие евреи Иудеи и Самарии совершили ряд ответных насильственных действий в отношении палестинских арабов, включая метание камней в палестинские автомобили и два автобуса, а также уничтожение около 100 оливковых деревьев; 10 поселенцев были при этом задержаны ЦАХАЛом.

### Основание поселения Эвиатар
Именем Эвиатара Боровски было названо новое израильское поселение Эвиатар, возведённое как форпост вскоре после теракта; оно несколько раз разрушалось ЦАХАЛом и вновь восстанавливалось поселенцами. В мае 2021 года оно было снова отстроено. В июле 2021 года израильские поселенцы, в рамках договорённости с правительством, согласились покинуть его в обмен на возможность легализации части населённого пункта (при условии получения необходимых разрешений правительства).